# Schlitten

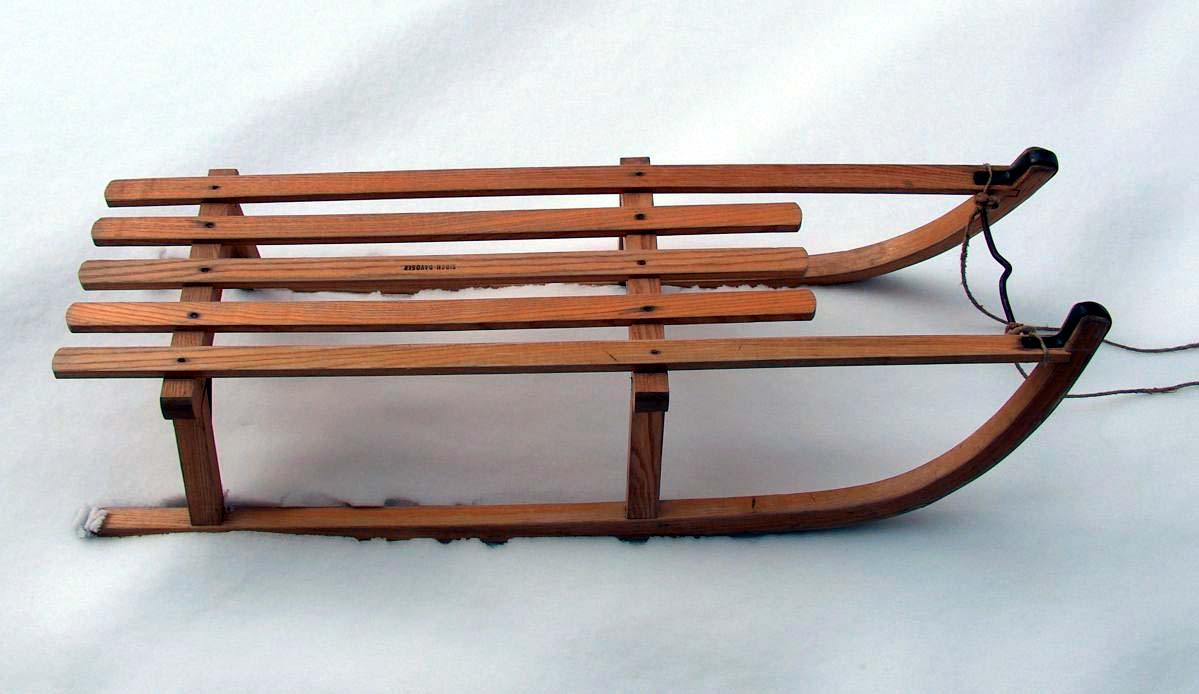
Ein Davoser Schlitten

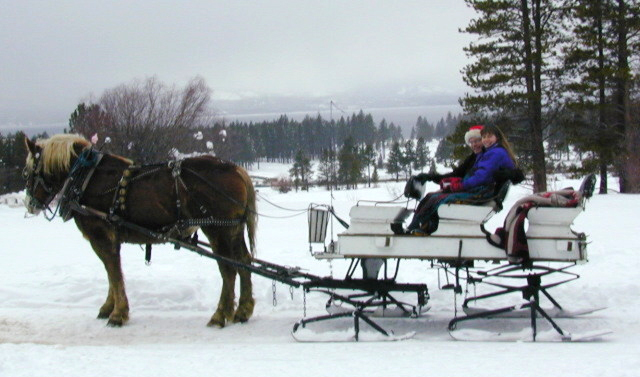
Pferdeschlitten

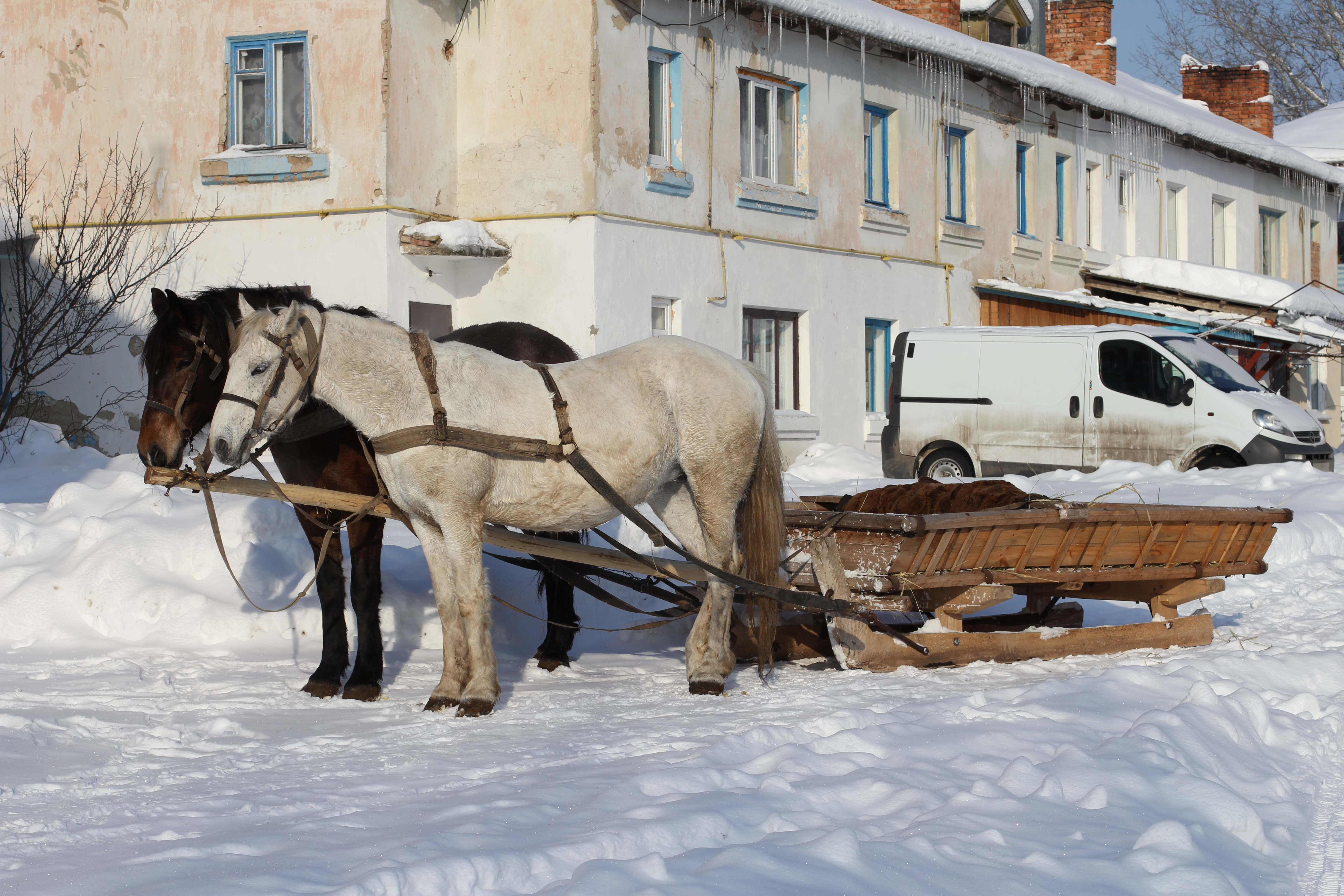
Pferdeschlitten. Ukraine, 2012

Ein Schlitten (althochdeutsch slito ‚Gleiter‘) (auch: Rodel) ist ein Kufenfahrzeug, also ein mit Kufen ausgestattetes Landfahrzeug, das für den Transport von Personen und Lasten oder als Sportgerät zum Rodeln oder Rodelsport verwendet wird. Ein Rodelschlitten wird landschaftlich in der Schweiz und Süddeutschland auch Schlittel genannt.
Er wird in der Regel zum Transport auf Oberflächen mit geringer Reibung eingesetzt, wie auf Eis, Permafrostboden oder Schnee (Schneefahrzeug), kann aber auch auf nassen Wiesen (Tundra) verwendet werden. Mitunter eignen sich auch runde Flusskiesel oder Sand für den Einsatz eines Schlittens.
Ein Schlitten gleitet auf geneigtem Gelände aufgrund der Erdanziehungskraft von selbst bergab. In der Ebene oder bergauf wird er von Menschen, Zugtieren, Zugmaschinen oder anderen Fahrzeugen gezogen. Er kann auch einen eigenen, meist motorbetriebenen, Antrieb besitzen, wie bei Motorschlitten und Propellerschlitten. Außerdem ist es möglich, durch Segel oder Zugdrachen die Windkraft auszunutzen.

## Bauformen, Zugmethoden und Verwendung

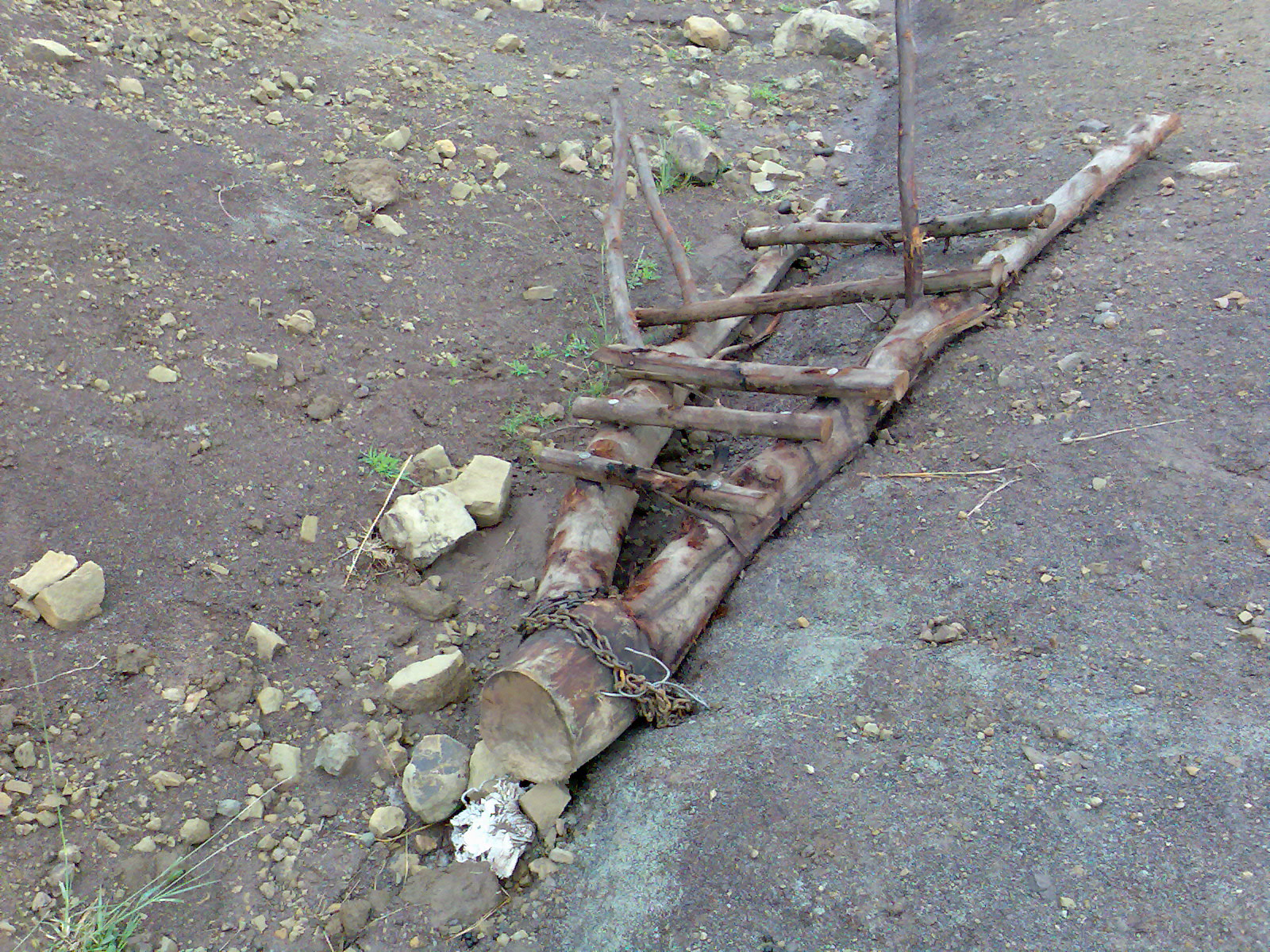
Eine mittels Ketten von Ochsen gezogene Schleife (Südafrika)

Der Schlitten entwickelt sich parallel zur Stangenschleife, die wie der Travois ohne Kufen über den Boden gezogen wurde.
Es gibt verschiedene Schlitten, die sich teilweise auch in Größe und Funktionszweck unterscheiden.

### Wintereinsatz
Rodelschlitten sind klein und einfach gebaut, wohingegen Pferdeschlitten so gebaut sind, dass man in oder auf ihnen fahren kann. Schlitten können auch von Hundegespannen gezogen werden. Von Menschen gezogene Nansenschlitten waren die traditionellen Transportmittel der britischen Arktis- und Antarktisexpeditionen im 19. und frühen 20. Jahrhundert. Hunde wurden von den Expeditionen anderer Länder benutzt, so zum Beispiel von Roald Amundsen.
Schlitten werden auch als Spielzeug genutzt, indem man die Gravitationskraft nutzt, um einen Hügel hinunterzufahren. Moderne Wettkampfschlitten gehen auf die ersten lenkbaren Schlitten aus dem Jahre 1870 zurück, die für britische Hotelgäste in St. Moritz als Zeitvertreib erfunden wurden.

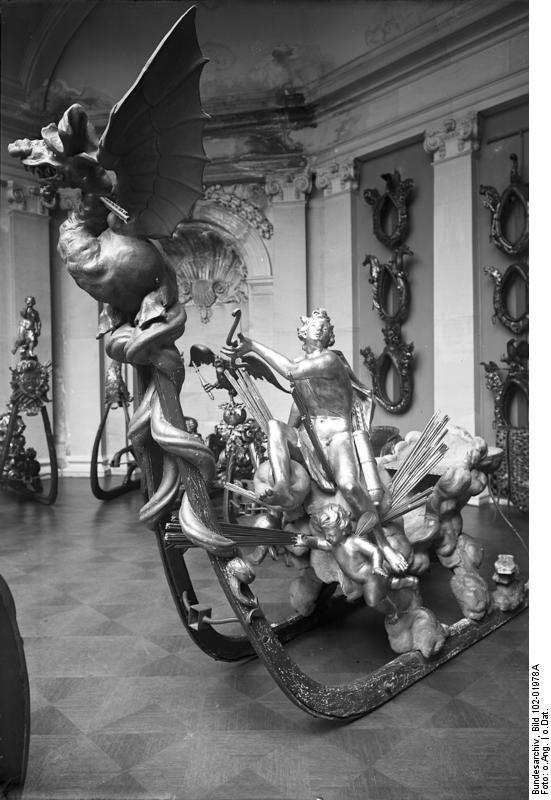
Prunkschlitten (um 1700) auf Schloss Monbijou

Fremdangetriebene Schlitten nennt man speziell Kufenfahrzeug (Tiergezogene Schlitten, aber auch Schneemobile). Der Aerosani als historisches Kraftfahrzeug der Roten Armee wurde durch Propellerantrieb angetrieben, eine Eisyacht segelt wie ein Segelschiff. Heutzutage benutzt man auch Paraglider, um ohne Kraftstoff Wannenschlitten, die sogenannten Akia, zu ziehen.

### Anderer Zweck
Die frühen Schlitten Mesopotamiens waren Dreschschlitten, dargestellt in zwei Illustrationen aus dem Tempelbezirk von Uruk (ca. 3.500–3.370 v. Chr.). Es wird angenommen, dass die Ägypter Schlitten verwendet haben, um Material zu Baustellen zu transportieren.

## Schlittentypen

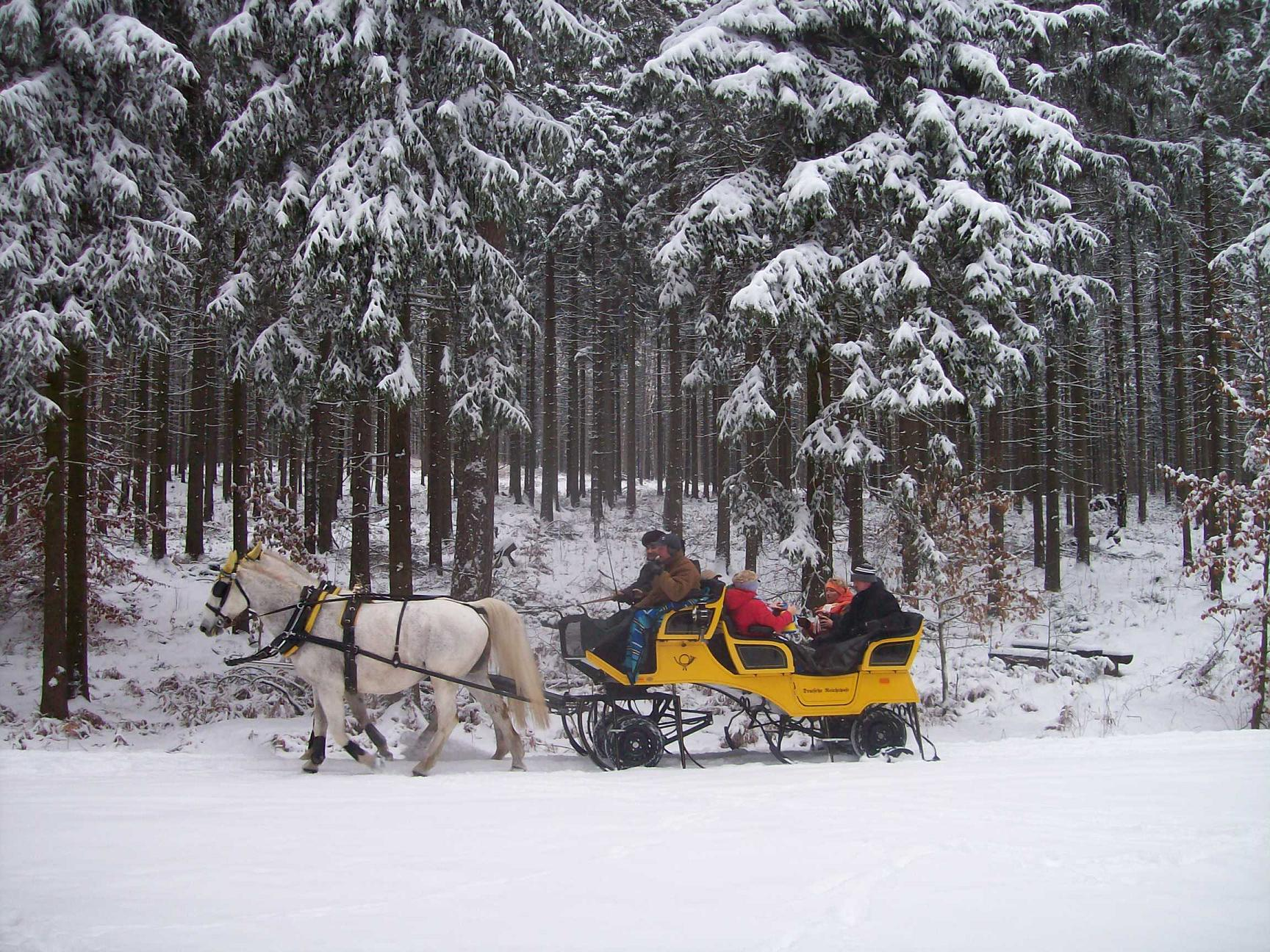
Schneeunabhängiger Postpferdeschlitten mit ausfahrbarem Räderwerk

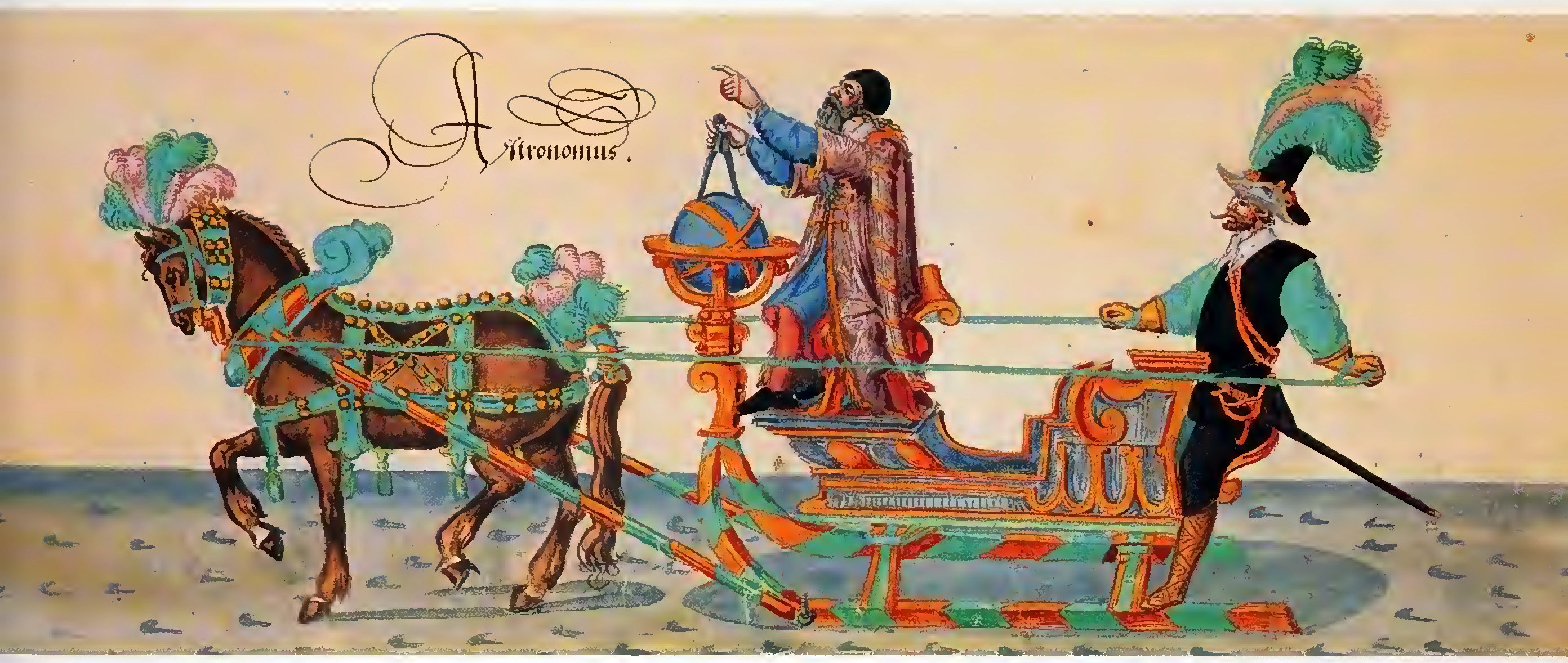
Schlitten mit Astronom aus „Ein Buch von allerlei Inventionen zu Schlittenfahrten“ (1602)

Es gibt verschiedene Arten von Schlitten:
- Aroser Schlitten, ein traditioneller handgefertigter Sport- und Freizeitschlitten
- Bob (Rennbob), ein Sportgerät
- Bretterschlitten, ein kufenloser Schlitten
- Cutter, ein leichter, zweisitziger und einspänniger Pferdeschlitten. Verbreitet ca. 1790 bis 1910 in den Vereinigten Staaten, insbesondere an deren Ostküste und an den Großen Seen.
- Davoser Schlitten, der meistverbreitete Freizeitschlitten in der Schweiz
- Eisschlitten, ein Hilfsmittel für die Wasserrettung
- Hornschlitten, ursprünglich ein Arbeitsgerät von Bergbauern zum Transportieren von Heu oder Holz, seit Jahren meist nur noch für Rennen verwendet
- Hundeschlitten auch Grönländerschlitten oder Nansenschlitten dient zum Transport von Personen und Gütern in polaren Regionen
- Kreek, ein traditioneller Kastenschlitten aus Hamburg-Blankenese
- Küttiger Frosch, ein Kufenschlitten aus Küttigen
- Frachtschlitten zum Verfrachten (Transport) von Gütern auf ausreichend gleit- und tragfähigem Boden (s. a. Bild)[2]
- Langlaufschlitten der Para-Athleten für Biathlon und Langlauf
- Lenkschlitten (Ghosky-Schlitten), ein mit Gewichtsverlagerung steuerbarer Schlitten, Funsportgerät
- Papa hōlua
- Peekschlitten, ein Eisschlitten in Norddeutschland
- Pferdeschlitten, ein von Pferden gezogenes Kufenfahrzeug
- Postschlitten
- Propellerschlitten, propellergetriebenes Fahrzeug
- Rennrodel (Sportschlitten)
- Rentierschlitten (auch Ackja oder Pulka)
- Rodelschlitten, ein Wintersportgerät zum Rodeln
- Segelschlitten (Eisyacht)
- Stuhlschlitten (auch Stoßschlitten), ein Schlitten, der vorrangig auf Eis zum Einsatz kommt
- Tretschlitten (Spark, Kicksled), ein besonders in Skandinavien verbreitetes Sport- und Fortbewegungsgerät
- Troika ist ein Fahrzeug, das von drei Pferden gezogen wird. Meistens handelt es sich dabei um einen Schlitten, es gibt allerdings auch Kutschen mit Rädern mit diesem Namen.
- Skeleton, ein spezieller Rodelschlitten beim Skeleton
- Skibob, ein Wintersportgerät
- Toboggan, ein kufenloser Schlitten der nordamerikanischen Indianer der Subarktis
- Ziehschlitten, die Rodel, historisches Transportgerät der Alpen für Heu und Holz
- um am zugefrorenen Gewässer Schilf zu mähen, zieht der selbstfahrende Balkenmäher einen Schlitten für den Bediener nach, auf dem dieser stehen oder sitzen kann[3]
- Aufstandbasis für semistationäre Maschinen und Gerätschaften, zur Dislozierung von Objekten mittels Seilzug (z. B. Laufkatze, Druckwerkschlitten bei elektrischen Schreibmaschinen)

Schlitten können mit typisch 4 nach unten ausstellbaren Rädern ausgestattet sein, um auch rollendes Fahren zu ermöglichen.

## Führung, Lenken, Bremsen
In der Regel steht ein Schlitten auf zwei länglichen, parallel verlaufenden Kufen auf. Diese sind eher länger als die Aufstandsbreite und in eine oder beide Fahrtrichtung(en) vorne aufgewölbt oder abgerundet. Dadurch werden beim Fahren hochstehende Körner des Bodens plan in diesen eingedrückt um eine möglichst glatte Gleitfläche zu ergeben. Unter der Kufe entsteht verdichteter Boden, dessen Oberkante tiefer liegt als die unverdichtete Umgebung. Der Formschluss an den Seitenkanten der Kufen ergibt die Seitenführung, die Führigkeit des Schlittens.
Gelenkt werden kann ein gezogener Schlitten durch vorne schräges Einleiten von Zugkraft und/oder durch zusätzliches Einleiten von seitlich wirkenden Zug und/oder Druckkräften. Pferdeschlitten haben in der Regel zwei Kufenpaare; das vordere kurze ist über einen Drehschemel mit dem Hauptteil des Schlittens verbunden und wird von den Zugtieren über das seitliche Verschwenken der Deichsel ausgerichtet.
Selbst abwärts oder mit Schwung fahrende Schlitten können gelenkt werden durch Verzerren der Geometrie des Kufenpaares (typisch bei Renn- und Hornschlitten) oder durch einseitiges Bremsen. Dieses kann durch Eindrücken von Eisenzacken seitlich neben einer Kufe in den Schnee erfolgen, oder durch Belastung eines Fußes oder einer Hand seitlich einer Kufe, was wiederum je nach Sitz- oder Liegeposition am Schlitten auch etwas vor oder hinter Schlitten erfolgen kann.
Durch beidseitiges Einsetzen lenkender Bremsen kann der Schlitten gebremst werden. Beim Sitzen auf einer kleinen Holzrodel und Belasten der Schuhsohlen kann der Rodelvorderteil sogar angehoben werden, dass die Hinterkanten der Kufen am Schnee oder Eis kratzen. An Akjas, die von ein bis zwei Schifahrern händisch geführt werden und dabei gehoben, gesenkt und gekippt werden, werden bei Bedarf für Steilstrecken auch quer verlaufende Bremsketten montiert.
Spurrillen, Kurvenüberhöhung und die seitliche Aufwölbung zu den Wänden von Hohlwegen können Seitenführung auf die Kufen ausüben. Seitenwände von Bobbahnen üben, wo diese im An- und Auslauf rechteckigen Querschnitt aufweisen, Führung eventuell auch auf die stoßfest verkleideten Bobseiten aus.
Ein Schlitten beginnt sich zu bewegen, wenn die vorwärts treibende Kraft, sei es Zugkraft oder die gefälleabhängige treibende Komponente der Gewichtskraft größer wird als die Kraft der Haftreibung. Durch kraftvolles Vorwärts-Rückwärts-Rucken des auf einer Rodel Sitzenden mit seiner Körpermasse kann das Starten schon bei Überschreiten der Gleitreibung ausgelöst werden oder sogar Ruckelnde Fortbewegung erzeugt werden. Die Gleitreibung unter den Kufen und der Kraftbedarf zum Spuren, zum Zusammenpressen des Schnees unter der vorderen Aufwölbung der Kufen wirkt als aufzehrende Gegenkraft, wie auch die mit der Geschwindigkeit ansteigende Luftwiderstandskraft. Bei rascher unebener Fahrt wirken auch die Stöße der Fahrbahn auf Schlitten und Passagier und deren Dämpfung energiezehrend.
Die Höchstgeschwindigkeit eines Schlittens, der 45° Neigung hinunterfährt lässt sich wie folgt abschätzen:
Die treibende Komponente der Gewichtskraft G ist T = √1/2 x G = 0,707 G.
Eine glatte Rodelkufe auf tragfähig hart gepresstem Schnee oder Eis hat einen geringen Reibungskoeffizienten. Bei ausreichend steiler Abfahrt wird der Luftwiderstand zur bestimmenden Gegenkraft. Der Luftwiderstand steigt mit dem Quadrat der Geschwindigkeit v.
Schätzt man die In-Rodel-Richtung-Freifallgeschwindigkeit eines aufrecht sitzenden bis gestreckt liegenden Rodlers grob mit vF = 100–200 km/h ein, so erreicht der 45°-Steilhang-Rodler das jeweils √√1/2 = 0,841-Fache davon, also 84–168 km/h Endgeschwindigkeit.